# Phylloscyrtus trinotatus
Phylloscyrtus trinotatus är en insektsart som beskrevs av Morgan Hebard 1928. Phylloscyrtus trinotatus ingår i släktet Phylloscyrtus och familjen syrsor. Inga underarter finns listade i Catalogue of Life.